# 5398 Jennifergannon
Az 5398 Jennifergannon (ideiglenes jelöléssel (5398) 1989 AK1) a Naprendszer kisbolygóövében található aszteroida. Ueda és Kaneda fedezte fel 1989. január 13-án.